# Biblioteca de Arezzo

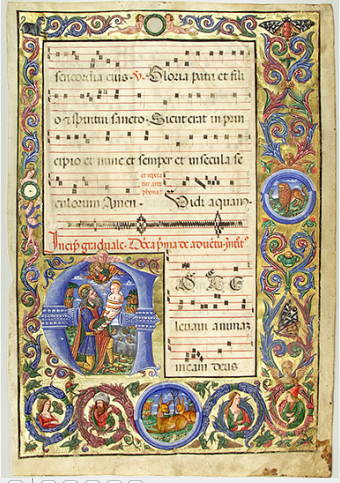
Página de un Gradual del siglo XV

La Biblioteca de la ciudad de Arezzo (en italiano: Biblioteca di Città di Arezzo) es una biblioteca pública de la ciudad de Arezzo, Italia.
La Biblioteca nació de la colección de la fraternidad laica (Fraternita dei Laici) de 1902, cuando el filósofo aretino Girolamo Turini legó a la fraternidad su colección de 2850 volúmenes y quince manuscritos. La colección fue ampliada en los siglos siguientes con adiciones más importantes por la supresión de bibliotecas en conventos en el siglo XVIII y principios del siglo XIX, comenzando su sistematización y catalogación. 
Otras colecciones privadas de la región también fueron a la biblioteca por donación como: Redi (1830), Sforzi (1874), Fossombroni (1880), Fineschi (1910), Gamurrini (1920), Burali-Forti (1948) y otras menores. 
Su colección consta actualmente de unos 170 000 volúmenes de obras modernas y 95 656 antiguas entre manuscritos, incunables, grabados y ediciones raras de revistas.